# Первое сражение при Ваце (1849)
Первое сражение при Ваце (англ. First Battle of Vác), произошедшее 10 апреля 1849 года, было одним из сражений во время весенней кампании Войны за независимость Венгрии 1848—1849. Сражение стало отправной точкой второго этапа весенней кампании, в ходе которого венгры планировали освободить крепость Комаром от австрийской осады и окружить австрийские войска в венгерских столицах Буда и Пешт.

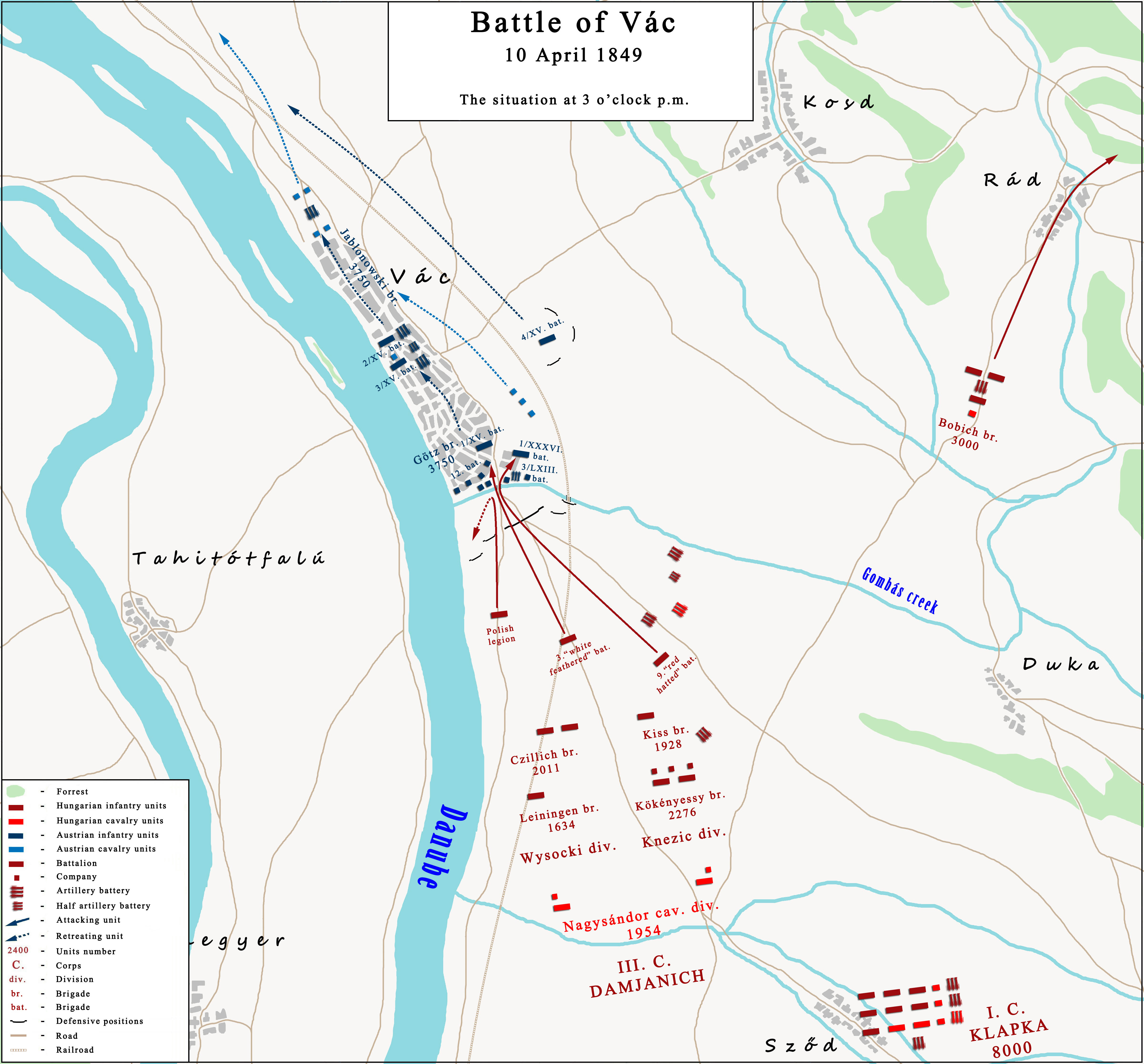
Сражение при Ваце. Ситуация в середине дня

После победы венгров в сражении при Ишасеге 6 апреля 1849 года австрийская имперская армия заняла оборону полукольцом вокруг Пешта. Генеральному штабу национальной армии предстояло решить, каким должен быть следующий шаг. Гёргей, основываясь на идее своего начальника штаба Йожефа Байера, предложил на военном совете, собравшемся в Гёдёллё в присутствии Кошута, наступать на Комаром. Крепость Комаром находилась в осаде 4 месяца, и с марта австрийские войска уже подвергали ее серьезной бомбардировке. Его возможное падение лишило бы Венгрию не только очень важного стратегического пункта, но и защищавших его 11 000 солдат. Поэтому Гёргей хотел как можно скорее снять осаду. Кошут, не разбиравшийся в военном деле, в конце концов пришел к убеждению, что освобождение Комарома автоматически освободит Будапешт, поскольку оттуда будет прямая угроза линии снабжения имперской армии, которая, таким образом, будет вынуждена отступить на запад.
Главнокомандующий поручил четырем венгерским корпусам и отдельной дивизии, сосредоточенным в Гёдёллё, разные задачи. II корпус Лайоша Аулиха и дивизия Лайоша Асбута должны были убедить австрийскую армию перед Пештом в том, что они являются главной венгерской армией, в то время как сначала I корпус Клапки и III корпус Яноша Дамьянича, затем вслед за ними VII корпус Андраша Гаспара начинает за этим прикрытием наступление через Вац в направлении Комарома. Это был рискованный план, так как, если бы австрийский главнокомандующий Виндишгрец заметил, что перед ним стоят не главные силы, а только один корпус у Пешта, он мог бы выдвинуться и уничтожить его.
Австрийский генерал Кристиан Гётц своими двумя бригадами общей численностью около 7500 человек занимал позицию вдоль ручья Гомбас, протекающего по южной окраине Ваца, который пересекал только каменный мост.
10 апреля, около 9 часов утра, перед Вац прибыли I и III венгерские корпуса, общее командование над которыми в отсутствие Гёргея было возложено на Дамьянича. Сражение началось с артиллерийской дуэли, которая длилась несколько часов. Прождав четыре часа под проливным дождем и не дождавшись сигнала обходящей колонны Бобича, заблудившейся в густом тумане в горах, Дамьянич приказал атаковать мост, центр позиции противника.
Дивизия Высоцкого трижды атаковала каменный мост, но отбивалась австрийским огнем. Только прибытие двух батальонов подкрепления позволили захватить мост в ожесточенном штыковом бою. Тем временем Гётц понял, что столкнулся с численно превосходящими силами, и в 3 часа дня решил начать отступление из Ваца.
В городе продолжился бой, в ходе которого генерал Гётц, пытавшийся двумя батальонами прикрыть отступление своих войск, получил смертельное ранение. Имперские войска, теперь возглавляемые генерал-майором Феликсом Яблоновским, сражавшиеся у железнодорожной насыпи, выстояли в течение часа после того, как венгры перешли мост, тем самым предотвратив окружение имперских войск с востока, затем в тяжелых боях также отступили, прикрываясь огнем артиллерии, и направляясь к Верёче.
Из-за эффективного огня австрийских батарей, расположенных на холме Цигани, венгерская кавалерия во главе с генералом Йожефом Надьшандором не могла преследовать отступающие австрийские войска, а бригада Бобича, посланная для окружения австрийцев, так и не появилась. В этой ситуации Дамьяничу ничего не оставалось, как прекратить преследование австрийцев, ограничившись артиллерийской дуэлью с батареями противника.
В бою австрийская дивизия потеряла более 400 человек. Число убитых, раненых и пропавших без вести с венгерской стороны оценивается в 150 человек.
С победой при Ваце венгерская армия открыла путь к Леве, чтобы переправиться через реку Гарам и продолжить наступление на Комаром.